# Coro Alpino Valsusa
Il Coro Valsusa (già Coro Alpino Valsusa) è una corale maschile fondata a Bussoleno (TO) nel 1967.

## Storia
È costituito da venticinque elementi - alcuni dei quali fra i fondatori del coro stesso - provenienti da buona parte dei comuni della Alta e Bassa Valle di Susa ed esegue un repertorio di canti di ispirazione popolare.
Nei suoi primi anni di vita, sotto la direzione del suo primo Maestro Don Luigi Pautasso, si configura come un classico complesso corale di montagna, con un repertorio composto prevalentemente di canti alpini - all'epoca molto seguiti. Nel 1970, assume la direzione del coro il Maestro Orlando Guglielminotti. Insieme a lui, il coro amplia il proprio repertorio per restare al passo con i gusti musicali del pubblico, estendendolo anche alle opere di Bepi De Marzi e G. Malatesta. Lo stesso Guglielminotti ha curato personalmente numerose armonizzazioni, oltre che comporre alcuni apprezzati canti in lingua piemontese. Da Gennaio 2010 a fine Ottobre 2010 la direzione del coro è stata assunta dalla Maestra Elisabetta Devigili. Da Novembre 2010 la Direzione è in mano al Maestro Ugo Cismondi, direttore anche del Coro Valpellice, che si è reso dapprima disponibile a guidare temporaneamente il coro per permettergli di mantenere gli importanti impegni già precedentemente assunti, per poi assumerne definitivamente la Direzione dal Gennaio 2011.

## Tournée
Gli ultimi anni hanno visto il Coro Valsusa esibirsi in tutta Europa. Nel 1998, ha partecipato al Festival Internazionale di Canto Corale "Arti ed Amicitiae" nella città di Bydgoszcz (Polonia). Nel 1999, su invito della Caritas locale, si è esibito nella martoriata Bosnia ed Erzegovina con concerti nella Cattedrale di Mostar e nel Santuario Mariano di Medjugorje. Nel dicembre 2000 il Coro ha partecipato all'importante Festival Internazionale di Canto Corale "Città di Avola" in Sicilia.
Nel 2001 si è esibito ad un grande incontro di Cori in Val Pusteria (Alto Adige) e nel 2003 si è recato in Spagna per eseguire alcuni concerti a Lloret de Mar - Barcellona ed al Santuario Mariano di Monserrat, ospiti dei Piccoli Cantori del rinomato Santuario. Infine, sempre nel 2003, il Coro è ritornato in Bosnia per un incontro con gli Alpini della Missione di Pace a Sarajevo.
Nel novembre 2004, il Coro è stato invitato a cantare durante la Santa Messa nella Basilica di San Pietro in Roma.
Nel dicembre 2010 il Coro ha partecipato,in rappresentanza del Piemonte, alla quinta edizione del Concerto di Natale della Coralità di Montagna presso l'Aula della Camera dei deputati di Montecitorio in Roma.
Ogni anno dal 2004, infine, il Coro Valsusa organizza nel mese di ottobre la rassegna corale "Cantabile Ottobrino", con la partecipazione di rinomate Corali sia italiane che estere.

## Discografia
- 1979 - Canti di Montagna
- 1991 - Cantè, amis, cantè
- 2002 - Steila dle mie montagne
- 2011 - cd eseguito in collaborazione con il Coro Valpellice a corredo del libro Canti Nostri di Mauro Minola pubblicato a Maggio 2011 da Susalibri, in occasione della ricorrenza del 150º anniversario dell'Unità d'Italia

## Rassegna Autunnale di Canto Corale
Da diversi anni il Coro Valsusa organizza nel mese di Ottobre la rassegna corale "Cantabile Ottobrino" con la partecipazione di rinomate corali sia italiane che estere.

## Associazione
Il coro è collegato ad una omonima associazione, creata con lo scopo di coltivare e diffondere la cultura musicale canora, prevalentemente di genere corale e popolare.